# Павельев, Николай Николаевич
Николай Николаевич Павельев (25 марта 1955, Красная Горбатка, Селивановский район, Владимирская область, РСФСР, СССР) — советский футболист, тренер.

## Карьера
Воспитанник футбольной школы Селивановского машиностроительного завода. В 1976 году попал в главную команду области «Торпедо» (Владимир). За неё он выступал с перерывами до 1990 года. Всего за «черно-белых» в первенствах страны провел 362 игры и забил 8 мячей.
С 1990 по 1992 год защитник играл в Финляндии в клубе «Кераван Палло-75» (Керава). В это же время вместе с Павельевым за эту команду выступал его бывший одноклубник по «Торпедо» Валентин Сатаров.
В 1995—1996 гг. работал главным тренером владимирского «Торпедо». В 1996 году возобновлял свою карьеру футболиста. В последнее время работал с владимирской командой «ВНИИЗЖ», которую приводил к победе в первенстве Владимирской области.
Павельев Николай Николаевич не только известный футболист и тренер, но и трёхкратный чемпион Владимирской области по хоккею в составе ХК «Энергия» ВЭМЗ Владимир 1974, 1975, 1978 г.г.